# Vuelta a España 2023
78. ročník etapového cyklistického závodu Vuelta a España se konal mezi 26. srpnem a 17. zářím 2023 ve Španělsku, Andoře a Francii. Závod byl součástí UCI World Tour 2023 na úrovni 2.UWT a byl třicátým závodem tohoto seriálu.

## Týmy
Závodu se účastnilo všech 18 UCI WorldTeamů, které byly automaticky pozvány a byly povinny se zúčastnit, a 4 UCI ProTeamy. Týmy Lotto–Dstny a Team TotalEnergies také dostaly automatickou pozvánku jako 2 nejlepší UCI ProTeamy sezóny 2022. V březnu 2023 pak organizátor závodu Amaury Sport Organisation oznámil 2 týmy, které se závodu zúčastní na divokou kartu: Burgos BH a Caja Rural–Seguros RGA. Všechny týmy přijely na start s osmi závodníky, závod tak odstartovalo 176 jezdců.
UCI WorldTeamy
- AG2R Citroën Team
- Alpecin–Deceuninck
- Arkéa–Samsic
- Astana Qazaqstan Team
- Bora–Hansgrohe
- Cofidis
- EF Education–EasyPost
- Groupama–FDJ
- Ineos Grenadiers
- Intermarché–Circus–Wanty
- Lidl–Trek
- Movistar Team
- Soudal–Quick-Step
- Team Bahrain Victorious
- Team dsm–firmenich
- Team Jayco–AlUla
- Team Jumbo–Visma
- UAE Team Emirates

UCI ProTeamy
- Burgos BH
- Caja Rural–Seguros RGA
- Lotto–Dstny
- Team TotalEnergies

## Trasa a etapy
Trasa závodu byla odhalena 10. ledna 2023.
| Etapa         | Datum         | Trasa                                                   | Vzdálenost    | Typ           | Typ                  | Vítěz                       | Ref           |
| ------------- | ------------- | ------------------------------------------------------- | ------------- | ------------- | -------------------- | --------------------------- | ------------- |
| 1             | 26. srpna     | Barcelona – Barcelona                                   | 14,6 km       |               | Týmová časovka       | Team dsm–firmenich          | [ 7 ]         |
| 2             | 27. srpna     | Mataró – Barcelona                                      | 181,3 km      |               | Zvlněná etapa        | Andreas Kron (DEN)          | [ 8 ]         |
| 3             | 28. srpna     | Súria – Arinsal (Andorra)                               | 158,5 km      |               | Horská etapa         | Remco Evenepoel (BEL)       | [ 9 ]         |
| 4             | 29. srpna     | Andorra la Vella (Andorra) – Tarragona                  | 183,4 km      |               | Zvlněná etapa        | Kaden Groves (AUS)          | [ 10 ]        |
| 5             | 30. srpna     | Morella – Burriana                                      | 185,7 km      |               | Zvlněná etapa        | Kaden Groves (AUS)          | [ 11 ]        |
| 6             | 31. srpna     | La Vall d'Uixó – Observatorio Astrofísico de Javalambre | 181,3 km      |               | Horská etapa         | Sepp Kuss (USA)             | [ 12 ]        |
| 7             | 1. září       | Utiel – Oliva                                           | 188,8 km      |               | Rovinatá etapa       | Geoffrey Soupe (FRA)        | [ 13 ]        |
| 8             | 2. září       | Dénia – Xorret de Catí                                  | 164,8 km      |               | Horská etapa         | Primož Roglič (SLO)         | [ 14 ]        |
| 9             | 3. září       | Cartagena – Collado de la Cruz de Caravaca              | 180,9 km      |               | Středně těžká etapa  | Lennard Kämna (GER)         | [ 15 ]        |
|               | 4. září       | Den odpočinku                                           | Den odpočinku | Den odpočinku | Den odpočinku        | Den odpočinku               | Den odpočinku |
| 10            | 5. září       | Valladolid – Valladolid                                 | 25 km         |               | Individuální časovka | Filippo Ganna (ITA)         | [ 16 ]        |
| 11            | 6. září       | Lerma – La Laguna Negra                                 | 163,2 km      |               | Zvlněná etapa        | Jesús Herrada (ESP)         | [ 17 ]        |
| 12            | 7. září       | Ólvega – Zaragoza                                       | 165,4 km      |               | Rovinatá etapa       | Juan Sebastián Molano (COL) | [ 18 ]        |
| 13            | 8. září       | Formigal – Col du Tourmalet (Francie)                   | 134,7 km      |               | Horská etapa         | Jonas Vingegaard (DEN)      | [ 19 ]        |
| 14            | 9. září       | Sauveterre-de-Béarn (Francie) – Larra-Belagua           | 161,7 km      |               | Horská etapa         | Remco Evenepoel (BEL)       | [ 20 ]        |
| 15            | 10. září      | Pamplona – Lekunberri                                   | 156,5 km      |               | Zvlněná etapa        | Rui Costa (POR)             | [ 21 ]        |
|               | 11. září      | Den odpočinku                                           | Den odpočinku | Den odpočinku | Den odpočinku        | Den odpočinku               | Den odpočinku |
| 16            | 12. září      | Liencres Playa – Bejes                                  | 119,7 km      |               | Zvlněná etapa        | Jonas Vingegaard (DEN)      | [ 22 ]        |
| 17            | 13. září      | Ribadesella – Alto de El Angliru                        | 122,6 km      |               | Horská etapa         | Primož Roglič (SLO)         | [ 23 ]        |
| 18            | 14. září      | Pola de Allande – La Cruz de Linares                    | 178,9 km      |               | Horská etapa         | Remco Evenepoel (BEL)       | [ 24 ]        |
| 19            | 15. září      | La Bañeza – Íscar                                       | 177,4 km      |               | Rovinatá etapa       | Alberto Dainese (ITA)       | [ 25 ]        |
| 20            | 16. září      | Manzanares el Real – Guadarrama                         | 208,4 km      |               | Zvlněná etapa        | Wout Poels (NED)            | [ 26 ]        |
| 21            | 17. září      | Hipódromo de la Zarzuela – Madrid                       | 101 km        |               | Rovinatá etapa       | Kaden Groves (AUS)          |               |
| Celková délka | Celková délka | Celková délka                                           | 3153,8 km     | 3153,8 km     | 3153,8 km            | 3153,8 km                   | 3153,8 km     |

## Průběžné pořadí
| Etapa          | Vítěz                 | Celkové pořadí  | Bodovací soutěž | Vrchařská soutěž  | Soutěž mladých jezdců | Soutěž týmů             | Cena bojovnosti  |
| -------------- | --------------------- | --------------- | --------------- | ----------------- | --------------------- | ----------------------- | ---------------- |
| 1              | Team dsm–firmenich    | Lorenzo Milesi  | neuděleno       | neuděleno         | Lorenzo Milesi        | Team dsm–firmenich      | neuděleno        |
| 2              | Andreas Kron          | Andrea Piccolo  | Andreas Kron    | Matteo Sobrero    | Andrea Piccolo        | EF Education–EasyPost   | Javier Romo      |
| 3              | Remco Evenepoel       | Remco Evenepoel | Andrea Vendrame | Remco Evenepoel   | Remco Evenepoel       | Team Jumbo–Visma        | Damiano Caruso   |
| 4              | Kaden Groves          | Remco Evenepoel | Kaden Groves    | Eduardo Sepúlveda | Remco Evenepoel       | Team Jumbo–Visma        | Ander Okamika    |
| 5              | Kaden Groves          | Remco Evenepoel | Kaden Groves    | Eduardo Sepúlveda | Remco Evenepoel       | Team Jumbo–Visma        | Eric Fagúndez    |
| 6              | Sepp Kuss             | Lenny Martinez  | Kaden Groves    | Eduardo Sepúlveda | Lenny Martinez        | Team Bahrain Victorious | Mikel Landa      |
| 7              | Geoffrey Soupe        | Lenny Martinez  | Kaden Groves    | Eduardo Sepúlveda | Lenny Martinez        | Team Bahrain Victorious | Ander Okamika    |
| 8              | Primož Roglič         | Sepp Kuss       | Kaden Groves    | Eduardo Sepúlveda | Lenny Martinez        | Team Jumbo–Visma        | Oier Lazkano     |
| 9              | Lennard Kämna         | Sepp Kuss       | Kaden Groves    | Eduardo Sepúlveda | Lenny Martinez        | Team Jumbo–Visma        | Jon Barrenetxea  |
| 10             | Filippo Ganna         | Sepp Kuss       | Kaden Groves    | Eduardo Sepúlveda | Remco Evenepoel       | Team Jumbo–Visma        | neuděleno        |
| 11             | Jesús Herrada         | Sepp Kuss       | Kaden Groves    | Jesús Herrada     | Remco Evenepoel       | Team Jumbo–Visma        | José Manuel Díaz |
| 12             | Juan Sebastián Molano | Sepp Kuss       | Kaden Groves    | Jesús Herrada     | Remco Evenepoel       | Team Jumbo–Visma        | Jetse Bol        |
| 13             | Jonas Vingegaard      | Sepp Kuss       | Kaden Groves    | Jonas Vingegaard  | Juan Ayuso            | Team Jumbo–Visma        | Michael Storer   |
| 14             | Remco Evenepoel       | Sepp Kuss       | Kaden Groves    | Remco Evenepoel   | Juan Ayuso            | Team Jumbo–Visma        | Remco Evenepoel  |
| 15             | Rui Costa             | Sepp Kuss       | Kaden Groves    | Remco Evenepoel   | Juan Ayuso            | Team Jumbo–Visma        | Remco Evenepoel  |
| 16             | Jonas Vingegaard      | Sepp Kuss       | Kaden Groves    | Remco Evenepoel   | Juan Ayuso            | Team Jumbo–Visma        | Joel Nicolau     |
| 17             | Primož Roglič         | Sepp Kuss       | Kaden Groves    | Remco Evenepoel   | Juan Ayuso            | Team Jumbo–Visma        | Remco Evenepoel  |
| 18             | Remco Evenepoel       | Sepp Kuss       | Kaden Groves    | Remco Evenepoel   | Juan Ayuso            | Team Jumbo–Visma        | Remco Evenepoel  |
| 19             | Alberto Dainese       | Sepp Kuss       | Kaden Groves    | Remco Evenepoel   | Juan Ayuso            | Team Jumbo–Visma        | Michal Schlegel  |
| 20             | Wout Poels            | Sepp Kuss       | Kaden Groves    | Remco Evenepoel   | Juan Ayuso            | Team Jumbo–Visma        | Pelayo Sánchez   |
| 21             | Kaden Groves          | Sepp Kuss       | Kaden Groves    | Remco Evenepoel   | Juan Ayuso            | Team Jumbo–Visma        | neuděleno        |
| Konečné pořadí | Konečné pořadí        | Sepp Kuss       | Kaden Groves    | Remco Evenepoel   | Juan Ayuso            | Team Jumbo–Visma        | Remco Evenepoel  |

## Konečné pořadí
| Legenda | Legenda                         | Legenda | Legenda                               |
| ------- | ------------------------------- | ------- | ------------------------------------- |
|         | Označuje lídra celkového pořadí |         | Označuje lídra vrchařské soutěže      |
|         | Označuje lídra bodovací soutěže |         | Označuje lídra soutěže mladých jezdců |
|         | Označuje lídra soutěže týmů     |         | Označuje držitele ceny bojovnosti     |

### Celkové pořadí
| Pořadí | Jezdec                  | Tým                     | Čas         |
| ------ | ----------------------- | ----------------------- | ----------- |
| 1      | Sepp Kuss (USA)         | Team Jumbo–Visma        | 76h 48' 21" |
| 2      | Jonas Vingegaard (DEN)  | Team Jumbo–Visma        | + 17"       |
| 3      | Primož Roglič (SLO)     | Team Jumbo–Visma        | + 1' 08"    |
| 4      | Juan Ayuso (ESP)        | UAE Team Emirates       | + 3' 18"    |
| 5      | Mikel Landa (ESP)       | Team Bahrain Victorious | + 3' 37"    |
| 6      | Enric Mas (ESP)         | Movistar Team           | + 4' 14"    |
| 7      | Alexandr Vlasov         | Bora–Hansgrohe          | + 7' 53"    |
| 8      | Cian Uijtdebroeks (BEL) | Bora–Hansgrohe          | + 8' 00"    |
| 9      | João Almeida (POR)      | UAE Team Emirates       | + 10' 08"   |
| 10     | Santiago Buitrago (COL) | Team Bahrain Victorious | + 11' 38"   |